# 처비 존슨

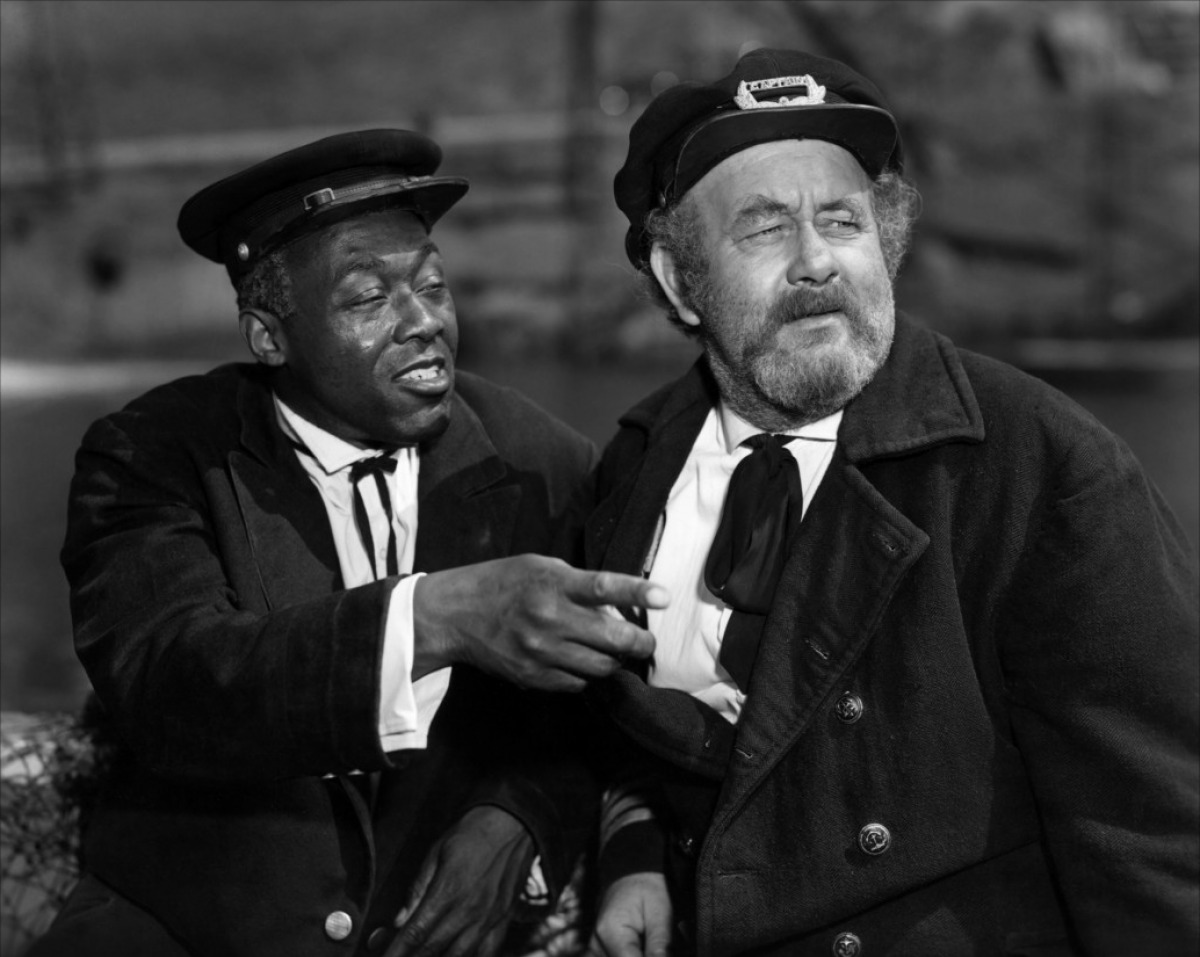

처비 존슨(Charles Randolph Johnson, 1903년 8월 13일 ~ 1974년 10월 31일)은 미국의 배우, 저널리스트, 텔레비전 배우이다.
테레호테에서 태어났으며 할리우드에서 사망하였다.

## 영화
- 샘 위스키 (1969년)
- 서부를 향해 달려라 (1965년)
- 보난자 (1959년)
- 제시 제임스 스토리 (1957년)
- 트리뷰 투 어 배드 맨 (1956년)
- 딜론 보안관 (1955년)
- 내일없는 우정 (1955년)
- 용감한 린티 (1954년)
- 머나먼 서부 (1954년)
- 법과 질서 (1953년)
- 캘러미티 제인 (1953년)
- 분노의 강 (1952년)
- 하이 눈 (1952년)